# Aeropuerto de Mizque
 Aeropuerto de Mizque (OACI: SLMZ) es un aeropuerto a 4 kilómetros al oeste-noroeste de Mizque en el Departamento de Cochabamba de Bolivia.
La pista se encuentra en un abanico aluvial poco profundo , con el terreno montañoso de la Cordillera Real de Bolivia en todos los cuadrantes.